# Fezia
Fezia é um género botânico pertencente à família Brassicaceae.